# 神戸国際大学の人物一覧
神戸国際大学の人物一覧（こうべこくさいだいがくのじんぶついちらん）は、神戸国際大学に関係する人物の一覧記事。

## 著名な教職員
- 中村智彦（経済学部教授）
- 上原茂行（硬式野球部監督）

## OB・OG

### 芸術
- 森田恭通（インテリアデザイナー）
- 永江二朗（映画監督）

### スポーツ
- 廣瀬騎優（ハンドボール選手）
- 初田真也（サッカー選手）
- 中村玲央（サッカー選手）
- 馬淵崇英（飛込競技選手）

この項目は、ウィキプロジェクト 大学のテンプレートを使用しています。